# الأزمة النهائية
الازمة النهائية (بالإنجليزية: Final Crisis) هو خط قصصي متقاطع ظهر في القصص المصورة التي نشرتها دي سي كوميكس عام 2008، في الاصل كُتبت السلسلة التي تتكون من 7 أعداد بنفس الاسم من قبل غرانت موريسون. دي سي أعلنت أن المشروع سوف يقوم برسمه الرسام جاي جي. جونز فقط، لكن الرسامون كارلوس باتشيكو، ماركو رودي ودوغ ماهنك اشتركوا بالمشروع لاحقا.
قصة الأزمة النهائية تتبع مباشرة قصة دي سي الكون #0 بعد خاتمة السلسلة المحدودة (51 عدد) باسم "العد التنازلي للازمة النهائية". الترويج عن هذه السلسلة كان يصف قصة اليوم الذي فاز به الشر. السلسلة تتكلم عن الكائن الفضائي دارك سايد الذي تآمر على قلب الواقع، وموت وفساد شخصيات وأكوان عديدة في عالم دي سي أيضًا.

## تاريخ النشر
نشأت "الأزمة النهائية"من عدة أفكار كانت لدى غرانت موريسون عندما عادوا إلى دي سي كوميكس في عام 2003. قال موريسون: "لقد اقترحت حدثًا ضخمًا متعدد القصص يسمى الأزمة المفرطة، والذي لم يحدث لأسباب مختلفة. بعض أجزاء الأزمة المفرطة ذهبت إلى الجنود السبعة، وبعضها إلى نجم النجوم سوبرمان، وبعضها إلى 52، وبعضها وجد له مكانًا في الأزمة النهائية. وفقًا لغرانت موريسون، بدأ العمل أخيرًا على العدد الأول من الأزمة النهائية في أوائل عام 2006، بهدف أن تكون السلسلة تتمة موضوعية وحرفية للجنود السبعة و52، وهما مشروعان كان موريسون مشاركًا فيهما بشكل كبير في ذلك الوقت.
أعطت الإشارات إلى قصة "الأزمة اللانهائية" على أنها "الأزمة الوسطى" القراء انطباعًا بأنه سيكون هناك على الأقل متابعة رئيسية إضافية لـ "أزمة على الأرض اللانهائية". وأكد ملصق تشويقي صدر في مايو 2007 هذا التكهن بشعار: "الأبطال يموتون. الأساطير تعيش إلى الأبد."
سبقت "الأزمة النهائية" سلسلة العد التنازلي، وهي سلسلة أسبوعية استمرت لمدة عام وكانت تهدف إلى أن تكون متابعة لـ 52. وفي منتصف الطريق، قامو بتغيير اسم السلسلة إلى العد التنازلي للأزمة النهائية. ومع ذلك، واجه العمل الفني تأخيرات. وللحفاظ على الجدول الزمني للإصدار، اختتمت العد التنازلي بالعدد رقم 1، وعُدل عددها الأخير المخطط له (العدد 0) ليصبح إصدارًا ون شوت بقيمة 50 سنتًا يُدعى دي سي الكون #0. بالإضافة إلى الترويج للقصص القادمة مثل "باتمان ارقد في سلام" و"أحلك ليلة"، روى باري ألين هذا العدد وظهر فيه ليبرا يقود مجموعة من الأشرار الخارقين في صلاة لـ "إله الشر"، دارك سايد. والنتيجة هي، كما وصفها موريسون، "أننا نشاهده يسقط عائدًا عبر الحاضر، إلى ماضي الجنود السبعة حيث يستقر أخيرًا في جسد 'دارك سايد الزعيم'، رجل العصابات من تلك القصة."
لمساعدة القراء على تحديد الأحداث ذات الصلة بالأزمة النهائية وغيرها من أحداث عالم دي سي الرئيسية مع اقتراب القصة المتشابكة، ظهرت لافتة غلاف "مشاهدات" على العديد من قصص دي سي المصورة كـ "علامات إرشادية، تحدد نقاط القصة واللحظات المهمة في جميع أنحاء عالم دي سي." وظهرت أولى هذه العناوين على رابطة العدل الأمريكية (المجلد 2) العدد 21 وأكشن كوميكس العدد 866، على التوالي (تضمن عدد JLA عودة ليبرا وتجنيده للشعلة البشرية).
كان القصد الأصلي أن يرسم جونز السلسلة بأكملها. ومع ذلك، وبسبب التأخيرات، رسم كارلوس باتشيكو الأعداد 4-6 مع جونز، ورسم دوغ مانكي العدد 7 بالكامل. قال جونز: "أي مشاكل في إكمال السلسلة هي من عندي. أحب فن دوغ مانكي، وربما كان هو الخيار الأفضل لرسم هذه السلسلة في المقام الأول."
بالإضافة إلى السلسلة المحدودة الأساسية، تتضمن القصة الأوسع عددًا من الإصدارات المرتبطة، بما في ذلك القصص القصيرة ذات العدد الواحد (ون شوت) والسلاسل المحدودة.
تتضمن القصص القصيرة ذات العدد الواحد "القداس"، و "يقاوم"، و"الملفات السرية"، و"تقديم". كما أن "غضب الفوانيس الحمراء" هي بداية قصة تحمل نفس الاسم، وتستند إلى أحداث في "الفانوس الأخضر: أصل السر" وتستمر في الفانوس الأخضر الأعداد 36-38. تبدأ كقصة مرتبطة لأنه، وفقًا للكاتب جيف جونز، "الأحداث في الأزمة النهائية قد حفزت الحراس على المضي قدمًا في محاولتهم لاحتواء الضوء".
تتضمن السلسلة المحدودة سوبرمان بيوند (سلسلة مصغرة من عددين كتبها غرانت موريسون أيضًا)، وفيلق العوالم الثلاثة (سلسلة محدودة من خمسة أعداد تركز على التجسيدات المختلفة لفريق فيلق الأبطال الخارقين)، والوحي (سلسلة محدودة من خمسة أعداد)، وانتقام اللصوص (سلسلة مصغرة من ثلاثة أعداد تركز على أشرار فلاش).

## الحبكة
بعد المعركة الأخيرة ضد الآلهة الجدد، كان موت داركسايد سيد آلهة الشر في كوكب أباكولبس قد أحدث شرخًا في الزمان والمكان حيث أصبحت روحه هائمة حتى وجدت لها مكانًا في جسد إنسان على كوكب الأرض صاحبت معها أرواح الآلهة الشريرة الأخرى لتسكن أجساد الناس أيضا. وبذلك وجد لنفسه مكانًا للانتصار الأخير والكبير على أعداءه وأهمهم سوبرمان والقضاء على الأرض ويصبح حاكمها. من خلال عميله ليبرا تم تكوين فريق ضخم من أشرس الأشرار على كوكب الأرض والذي بدوره قبض على رجل المريخ وقتله أمام الفريق ليضمن اتحادهم معه وأصبح هذا الحدث بداية الصراع في هذه القصة. تزامناً مع مقتل رجل المريخ يصل إلى الأرض نيكس أوتان، عضو في مجموعة المراقبين الكونيين تم استبعاده وجعله إنسانًا كنوع من العقاب بسبب تقصيره في واجباته.

## وصلات خارجية
- - دي سي ويكي